# 英国欧州航空706便墜落事故
英国欧州航空706便墜落事故（British European Airways Flight 706）とは、1971年10月2日に発生した航空事故。
ロンドン発ザルツブルク行きの英国欧州航空（BEA）706便（ヴィッカース ヴァンガード）が、飛行中に圧力隔壁が破損して空中分解し、乗員乗客63人全員が犠牲となった。原因は706便に使用されていたヴァンガードが、設計ミスによって圧力隔壁に構造的欠陥を抱えていたためであった。

## 事故の概要
1971年10月2日、706便はヴァンガード951で運行されており、ロンドンのヒースロー空港を離陸し、オーストリアのザルツブルクに向けてベルギー上空巡航高度19000フィートを順調に飛行していた。しかし、現地時間午前11時10分ごろ、ブリュッセル航空管制へ706便から操縦不能に陥ったと緊急遭難通信が入り、まっ逆さまに墜落しつつあるとの報告があった。706便はそのまま垂直に急降下してアールセル近くに激突し、大破炎上した。搭乗していた63人全員が犠牲になったほか、近くの道路を走っていた乗用車の運転手1人も飛来してきた破片で負傷した。

## 事故原因
706便の墜落現場よりも手前で、胴体後部にある水平安定板と昇降舵の残骸が発見され、空中分解が事故の引き金であったことが判明した。圧力隔壁と胴体を接合していた金属板が48センチメートルも腐食しており、圧力隔壁にも穴が空いていたことから、この部分が客室の与圧に耐え切れなくなり、706便運行中に客室内の空気が一度に流出したことによる風圧で水平安定板と外壁が吹き飛ばされ、水平尾翼も崩壊したことから回復不能に陥ったと推測された。金属板の腐食の原因はトイレの汚水漏れと推測されたが、確定はされなかった。また、圧力隔壁が崩壊した場合に機体後部は内部からの与圧空気に耐えられないという欠陥があったことも判明した。
なお、事故機のような腐食を当時の検査方法では見つけられなかったことが判明し、当時の運行会社が保有するヴァンガードのうち8機からも事故機とよく似た腐食が発見された。そのため、圧力隔壁の改修と検査方法の見直しが行われた。